# Koichi Hashigaito
Koichi Hashigaito (født 30. marts 1982) er en tidligere japansk fodboldspiller.
Han har spillet for flere forskellige klubber i sin karriere, herunder Gamba Osaka og Ehime FC.